# Shane Williamson
Shane Williamson (Japans: ウイリアムソン師円, Wiriamuson Shēn) (Abashiri, 28 april 1995) is een Japans langebaanschaatser.

## Biografie
Williamson is de zoon van een Australische paardentrainer die in 1994 naar Japan emigreerde. Hij begon in 2001 als shorttracker, maar in 2012 ging hij over op het langebaanschaatsen. In oktober 2013 werd hij Japans kampioen op de 3000 en de 5000 meter. Tijdens de Aziatische kampioenschappen afstanden in januari 2014 in Tomakomai werd Williamson zesde op de 1500 meter en de 5000 meter. Op de Olympische Spelen van 2014 werd hij laatste op de 5000 meter.
In 2014 ging Shane Williamson met enkele landgenoten in Nederland trainen als deel van Team New Balance onder leiding van Johan de Wit. Samen met De Wit werd hij vervolgens onderdeel van de Japanse selectie, samen met assistent-coach Robin Derks.

## Persoonlijke records
| Afstand      | Tijd     | Datum            | Baan           |
| ------------ | -------- | ---------------- | -------------- |
| 500 meter    | 36,09    | 29 december 2018 | Obihiro        |
| 1000 meter   | 1.10,12  | 27 oktober 2018  | Nagano         |
| 1500 meter   | 1.44,90  | 3 december 2017  | Calgary        |
| 3000 meter   | 3.39,19  | 25 november 2017 | Calgary        |
| 5000 meter   | 6.18,74  | 1 december 2017  | Calgary        |
| 10.000 meter | 13.25,69 | 21 november 2015 | Salt Lake City |

(laatst bijgewerkt: 29 december 2018)

## Resultaten
| Jaar | WK Allround             | WK Afstanden                             | Olympische Spelen                         | WK Junioren             |
| ---- | ----------------------- | ---------------------------------------- | ----------------------------------------- | ----------------------- |
| 2014 |                         |                                          | 26e 5000m                                 | 10e (11e, 13e, 11e, 8e) |
| 2015 | NC20 (13e, 19e, 21e, -) | 17e 5000m 10e massastart                 |                                           |                         |
| 2016 | NC19 (17e, 18e, 20e, -) | 8e massastart 7e achtervolging           |                                           |                         |
| 2017 | NC15 (14e, 10e, 13e, -) | 16e 5000m 9e massastart 5e achtervolging |                                           |                         |
| 2018 |                         |                                          | 10e 1500m 11e massastart 5e achtervolging |                         |
| 2019 |                         | 17e massastart 4e achtervolging          |                                           |                         |
| 2020 | 6e · (, 16e, 8e, 8e)    | achtervolging                            |                                           |                         |
| 2022 | NC12 (5e, 18e, 7e, -)   |                                          |                                           |                         |